# Rosularia libanotica
Rosularia libanotica là một loài thực vật có hoa trong họ Crassulaceae. Loài này được (Strand ex Linnaeus) Samuelsson miêu tả khoa học đầu tiên năm 1960.